# Ulpius Julianus
Ulpius Julianus est un officier romain appartenant à l'ordre équestre, préfet du prétoire sous l'empereur Macrin entre avril 217 et mai 218.

## Biographie

### Carrière militaire équestre (?-217)
Ulpius Julianus est issu du corps des frumentarii, chargé, entre autres missions, du renseignement. Sous l'empereur Caracalla, il occupait le grade de Centurion frumentaire ou celui de princeps perigrinorum. A l'issue de sa carrière militaire, il devient procurateur a censibus (chargé du recensement) à Rome. C'est alors qu'il occupe cette fonction qu'il informa par lettre le préfet du prétoire Macrin, dont il était un client, de l'existence d'une prophétie annonçant que ce dernier allait devenir empereur. Cette information permit à Macrin d'anticiper une éventuelle réaction de Carcalla qui avait fait surveiller la circulation de ce genre de présages. Macrin le fit assassiner en avril 217 alors qu'il se trouvait à proximité de Carrhae en Orient pour mener une guerre contre les Parthes.

### Préfecture du prétoire dans la tourmente (217-218)
Après l'assassinat de Caracalla et l'avènement de Macrin et de son fils Diaduménien, Ulpius Julianus devint préfet du prétoire avec un autre officier des frumentarii comme collègue : Julianus Nestor.
Le 16 mai 218, les légions syriennes proclament empereur un adolescent issu de la dynastie séverienne par le femmes, Elagabal, poussé par sa grand mère Julia Maesa et sa mère Julia Soaemias. Selon Cassius Dion, Ulpius Julianus, qui se trouvait alors à proximité d'Emèse où avaient eu lieu les évènements, fit massacrer plusieurs proches de Marcianus, défunt époux de Maesa. Il mit ensuite le siège sur camp de la légion à d'Emèse. Les assiégés parvinrent à convaincre ses troupes de le trahir et il fut finalement mis à mort à la fin du mois de mai 218, et sa tête fut envoyée à Macrin,,.

## Sources
(juillet 2023).
- (en) Andrew Scott, , Rutgers, 2008  (ISBN 978-0-549-89041-6) https://rucore.libraries.rutgers.edu/rutgers-lib/24468/PDF/1/play/ [archive]
- Borghesi, B. (1897) : Les préfets du prétoire, in : Héron de Villefosse, A., et Cuq, E. (éds.), Œuvres complètes de B. Borghesi, X, Paris.
- Passerini, A. [1939] (1969) : Le coorti pretorie, Rome.
- Pflaum, H.-G. (1960) : Les carrières procuratoriennes équestres sous le Haut-Empire romain, Paris
- Howe, L. L. [1942] (1966) : The praetorian prefecture from Commodus to Diocletian, 2e éd., Chicago.